# Where Are You?
Where Are You? är ett musikalbum av Frank Sinatra som lanserades på Capitol Records 1957. Skivan var det första albumet med Sinatra som spelades in i stereo. Det är ett strikt balladalbum. Ett par senare utgåvor av albumet har även släppts med titeln The Night We Called It a Day.
Flera av låtarna på detta album finns inspelade med på Bob Dylan på hans album Shadows in the Night från 2015.

## Låtlista
(kompositör inom parentes)
1. "Where Are You?" (Harold Adamson, Jimmy McHugh) – 3:30
2. "The Night We Called It a Day" (Matt Dennis, Tom Adair) – 3:28
3. "I Cover the Waterfront" (Johnny Green, Edward Heyman) – 2:58
4. "Maybe You'll Be There" (Rube Bloom, Sammy Gallop) – 3:07
5. "Laura" (David Raksin, Johnny Mercer) – 3:28
6. "Lonely Town" (Leonard Bernstein, Betty Comden, Adolph Green) – 4:12
7. "Autumn Leaves" (Jacques Prévert, Mercer, Joseph Kosma) – 2:52
8. "I'm a Fool to Want You" (Frank Sinatra, Jack Wolf, Joel Herron) – 4:51
9. "I Think of You" (Jack Elliott, Don Marcotte) – 3:04
10. "Where Is the One?" (Alec Wilder, Edwin Finckel) – 3:13
11. "There's No You" (Tom Adair, Hal Hopper) – 3:48
12. "Baby Won't You Please Come Home" (Charles Warfield, Clarence Williams) – 3:00

## Listplaceringar
- Billboard 200, USA: #3[1]
- UK Albums Chart, Storbritannien: #3[2]

## Fotnoter
1. ↑  http://www.allmusic.com/album/where-are-you-mw0000691401/awards
2. ↑  http://www.officialcharts.com/artist/15791/frank-sinatra/